# 拉赫曼尼諾夫作品列表
以下為俄國音樂家拉赫曼尼諾夫之所有作品。

## 按作品編號排序
- Op. 1，第一鋼琴協奏曲（1891）
- Op. 2，两首乐曲（大提琴与钢琴，1892）
  - No. 1 前奏曲
  - No. 2 东方舞曲
- Op. 3，幻想小品集（钢琴独奏，1892）
  - No. 1 悲歌
  - No. 2 前奏曲
  - No. 3 旋律
  - No. 4 波利希内勒
  - No. 5 小夜曲
- Op. 4，六首浪漫曲（钢琴伴奏的独唱，1890）
  - No. 1 噢，不，我恳求你，不要离开！
  - No. 2 早晨
  - No. 3 在神秘夜晚的寂静中
  - No. 4 别唱，我的美人
  - No. 5 你啊，我的田野
  - No. 6 已多久了，我的朋友
- Op. 5，第一组曲《幻想绘画集》（双钢琴，1893）
- Op. 6，沙龙小品集（小提琴和钢琴，1893）
  - No. 1 浪漫曲
  - No. 2 匈牙利舞曲
- Op. 7，岩石（交响诗，1893）
- Op. 8，六首浪漫曲（钢琴伴奏的独唱，1893）
  - No. 1 河百合
  - No. 2 孩子！你像花一样美丽
  - No. 3 沉思
  - No. 4 我爱上了我的悲伤
  - No. 5 梦
  - No. 6 祈祷
- Op. 9，第二悲歌三重奏（钢琴三重奏，1893）
- Op. 10，沙龙小品集（钢琴独奏，1894）
  - No. 1 夜曲
  - No. 2 圆舞曲
  - No. 3 船歌
  - No. 4 旋律
  - No. 5 幽默曲
  - No. 6 浪漫曲
  - No. 7 玛祖卡
- Op. 11，六首乐曲（钢琴四手联弹，1894）
  - No. 1 船歌
  - No. 2 谐谑曲
  - No. 3 俄罗斯歌曲
  - No. 4 圆舞曲
  - No. 5 浪漫曲
  - No. 6 荣耀
- Op. 12，吉普赛主题随想曲（交响乐曲，1894）
- Op. 13，第一交響曲（交响曲，1896）
- Op. 14，十二首浪漫曲（钢琴伴奏的独唱，1896）
  - No. 1 我等待着你
  - No. 2 屿
  - No. 3 长久以来，爱情中很少愉悦
  - No. 4 我在她旁边
  - No. 5 那些夏夜
  - No. 6 所有人多么爱你
  - No. 7 不要相信我，朋友！
  - No. 8 噢，不要悲伤！
  - No. 9 她像正午一样美丽
  - No. 10 我的灵魂中
  - No. 11 春水
  - No. 12 正是此刻！
- Op. 15，六首合唱曲（1895）
  - No. 1 赞美吧
  - No. 2 夜
  - No. 3 松树
  - No. 4 波浪倦眠
  - No. 5 奴役
  - No. 6 天使
- Op. 16，六首音乐瞬间（钢琴独奏，1896）
  - No. 1 降b小调
  - No. 2 降e小调
  - No. 3 b小调
  - No. 4 e小调
  - No. 5 降D大调
  - No. 6 C大调
- Op. 17，第二組曲（双钢琴，1901）
- Op. 18，第二鋼琴協奏曲（1901）
- Op. 19，大提琴奏鳴曲（大提琴和钢琴，1901）
- Op. 20，春（合唱和交响乐团，1901）
- Op. 21，十二首浪漫曲（钢琴伴奏的独唱，1902）
  - No. 1 命运
  - No. 2 在新墓上
  - No. 3 暮
  - No. 4 他们回答了
  - No. 5 紫丁香
  - No. 6 缪塞的片段
  - No. 7 这儿好
  - No. 8 于小黄雀之死
  - No. 9 旋律
  - No. 10 圣像前
  - No. 11 我不是先知
  - No. 12 于我多么痛苦
- Op. 22，肖邦主題變奏曲（钢琴独奏，1903）
- Op. 23，十首前奏曲（钢琴独奏，1903）
  - No. 1 升f小调
  - No. 2 降B大调
  - No. 3 d小调
  - No. 4 D大调
  - No. 5 g小调
  - No. 6 降E大调
  - No. 7 c小调
  - No. 8 降A大调
  - No. 9 降e小调
  - No. 10 降G大调
- Op. 24，吝啬爵士（歌剧，1904）
- Op. 25，里米尼的弗兰切絲卡（歌剧，1905）
- Op. 26，十五首浪漫曲（钢琴伴奏的独唱，1906）
  - No. 1 那儿有许多声音
  - No. 2 将一切带离我
  - No. 3 我们将休息
  - No. 4 两次别离
  - No. 5 我们离开吧，亲爱的
  - No. 6 基督已复活
  - No. 7 致孩子们
  - No. 8 我请求宽恕！
  - No. 9 我再次孤独了
  - No. 10 我的窗前
  - No. 11 喷泉
  - No. 12 夜哀伤
  - No. 13 昨天我们见面
  - No. 14 戒指
  - No. 15 一切消逝
- Op. 27，第二交響曲（1907）
- Op. 28，第一钢琴奏鸣曲（1907）
- Op. 29，死之島（交響詩，1909）
- Op. 30，第三鋼琴協奏曲（1909）
- Op. 31，圣金口约翰事奉圣礼（合唱，1910）
- Op. 32，十三首前奏曲（钢琴独奏，1910）
  - No. 1 C大调
  - No. 2 降b小调
  - No. 3 E大调
  - No. 4 e小调
  - No. 5 G大调
  - No. 6 f小调
  - No. 7 F大调
  - No. 8 a小调
  - No. 9 A大调
  - No. 10 b小调
  - No. 11 B大调
  - No. 12 升g小调
  - No. 13 降D大调
- Op. 33，音畫練習曲（钢琴独奏，1911）
  - No. 1 f小调
  - No. 2 C大调
  - No. 3 c小调
  - No. 4 d小调
  - No. 5 降e小调
  - No. 6 降E大调
  - No. 7 g小调
  - No. 8 升c小调
- Op. 34，十四首浪漫曲（钢琴伴奏的独唱，1912）
  - No. 1 缪斯
  - No. 2 我们每个人的灵魂中
  - No. 3 暴风雨
  - No. 4 迁徙的风
  - No. 5 阿里翁
  - No. 6 拉撒路的复活
  - No. 7 不可能！
  - No. 8 音乐
  - No. 9 你认识他
  - No. 10 我记得这一天
  - No. 11 农民
  - No. 12 多么幸福
  - No. 13 不和谐
  - No. 14 练声曲
- Op. 35，钟（合唱和交响乐团，1913）
- Op. 36，第二鋼琴奏鳴曲（1913）
- Op. 37，彻夜祈祷（合唱，1915）
- Op. 38，六首浪漫曲（钢琴伴奏的独唱，1916）
  - No. 1 夜晚我的花园中
  - No. 2 致她
  - No. 3 雏菊
  - No. 4 捕鼠人
  - No. 5 梦
  - No. 6 啊-呜！
- Op. 39，音畫練習曲（钢琴独奏，1917）
  - No. 1 c小调
  - No. 2 a小调
  - No. 3 升f小调
  - No. 4 b小调
  - No. 5 降e小调
  - No. 6 a小调
  - No. 7 c小调
  - No. 8 d小调
  - No. 9 D大调
- Op. 40，第四鋼琴協奏曲（1926）
- Op. 41，三首俄罗斯歌曲（钢琴伴奏的独唱，1927）
  - No. 1 越过溪流
  - No. 2 噢你，万卡！
  - No. 3 涂白我的胭脂脸颊
- Op. 42，科雷利主題變奏曲（钢琴独奏，1931）
- Op. 43，帕格尼尼主題狂想曲（钢琴和交响乐团，1934）
- Op. 44，第三交响曲（1936）
- Op. 45，交响舞曲（1940）